# Оперетта
Опере́тта (итал. operetta — уменьшительное от «опера») — музыкально-театральный жанр, сценическое произведение и представление, основанное на синтезе слова, сценического действия, музыки и хореографии.

## Жанр оперетты

### Истоки жанра
Истоки оперетты имеются в музыкально-комедийных спектаклях, распространённых у многих народов. Уже в экстатических античных мистериях в честь бога виноделия, веселья, оргий и религиозного экстаза Диониса, которые считаются прообразом европейской драмы, можно выявить некоторые жанровые признаки оперетты: сочетание музыки с пантомимой, танцем, буффонадой, карнавалом и любовной интригой.
В античном спектакле было принято музыкальное сопровождение. Театр Диониса в Афинах, служивший для всех греческих театров образцом и являвшийся для европейского театра началом начал, имел специально отведенную для танцоров и хора площадку — орхестру, которая стала прототипом современной оркестровой ямы.
В XVI—XVIII веках слова нередко соединялись с музыкой, пением, танцами и клоунадой в итальянской комедии масок, испанском народном фарсовом театре (в таких жанрах, как сайнета, хакара, байле) и французском ярмарочном театре. Ранняя комическая опера, английская балладная опера, австро-немецкий зингшпиль, испанская тонадилья и сарсуэла предвосхищают характерные для классической оперетты чередование пения с разговором, городской музыкальный фольклор и бытовую музыку, пародийную или сатирическую направленность, а также демократизм содержания. Несмотря на общие черты этих жанров и взаимные влияния, каждый из них имел свои национальные особенности в характере действующих лиц, тематике, музыкальной форме и соотношении слова и музыки. Эти особенности в дальнейшем повлияли на характер соответствующих национальных разновидностей опереточного искусства.

### Особенности жанра
C XVII до середины XIX века «оперетта» — это в буквальном смысле небольшая опера. Смысл этого термина с течением времени менялся: в XVIII веке с ним часто связывали определённые жанры (бытовая комедия, пастораль), в Австрии и Германии «опереттой» иногда называли зингшпиль или другие разновидности комической оперы с разговорными диалогами.
В современном понимании, оперетта — один из музыкально-театральных жанров, произведение и музыкально-сценическое представление от одного до пяти актов, в котором вокальные, хоровые и хореографические музыкальные номера чередуются с разговорными сценами, без музыки или c оркестровыми фрагментами. По своим жанровым признакам оперетта близка к комической опере, но для оперетты характерно более широкое использование разговорного диалога.
В отличие от мюзикла, оперетта обычно имеет классический состав оркестра, без электронных инструментов и электроакустической аппаратуры, и собственную драматургию, а её хореографические средства выразительности отличаются по стилю и не имеют такой особенной роли и самостоятельности как в мюзикле.
Оперетта разнообразна по форме и содержанию. Существуют пародийные, пародийно-сатирические, лирико-комедийные, лирико-романтические, героико-романтические оперетты и так называемые мелодрамы-буфф, чаще всего со счастливым финалом. Для оперетты характерны любовная интрига, юмор и сатирическая направленность.
Родство оперетты с другими видами искусства и отсутствие жёстких границ между опереттой и оперой с разговорными диалогами, а также между опереттой и пьесой с пением и танцами (водевиль), вносят путаницу в определение жанра. С одной стороны, это позволяют относить к оперетте некоторые схожие по характеру жанры, с другой стороны — самой оперетте это позволяло и позволяет выступать под названием комической оперы, музыкальной комедии и мюзикла. 

### Музыка оперетты
Оперетта наследует традиции академической музыки и классические оперные формы: арии, вокальные ансамбли, хоры — но они обычно короче, проще по форме, стилю и фактуре, и выдержаны в песенно-танцевальном характере. В отличие от оперы с разговорными диалогами, музыка оперетты отличается общедоступностью и тесно связана с музыкальным бытом соответствующей страны и эпохи. Основу музыкальной драматургии оперетты составляют формы массово-бытовой, танцевальной и эстрадной музыки. Для оперетты характерны резкие музыкальные контрасты от драматического напряжения, романтической приподнятости до вакхического упоения или безумствующей буффонады. В целом музыка оперетты носит лёгкий, популярный характер.
В системе видов искусства оперетта занимает среднее положение между оперным и драматическим театром. Соотношение разных видов искусств (актёрское, вокальное, музыкальное, хореографическое), синтезом которых является оперетта, подвижно и изменчиво, и во многом определяется национальными традициями и эпохой. Музыкальные и словесно-драматические элементы структуры оперетты находятся в сложном взаимодействии. В отличие от водевиля и других разновидностей музыкальной комедии и музыкальной драмы, где музыка играет вспомогательную, дивертисментную и декоративную роль, вокальные и хореографические номера оперетты служат развитию действия, утверждению идеи произведения и составляют драматургически взаимосвязанное целое.

## Парижская оперетта
Оперетта в современном понимании складывалась в середине XIX века в Париже на основе традиций французской комической оперы — опера-комик и популярной кафе-концертной эстрады того времени. В 1854 году французский композитор Флоримон Эрве, а в следующем году — Жак Оффенбах открыли на парижских бульварах два театра музыкально-сценической пародии и миниатюр: «Фоли-Консертан» и «Буфф-Паризьен». Так было положено начало «парижской оперетты».
Эрве был также первым, кто занялся исследованием истоков своего жанра: он изучал архивы парижского театра Варьете, среди которых им были найдены афиши оперетт «Маленький Орфей» (премьера 13 июня 1792 года), «Немецкий барон», «Блокада столовой» и др. Он тщетно пытался найти также музыкальный или драматургический материал и утверждал, что жанр оперетты был создан в конце XVIII века, ещё в эпоху французских революций, а он и Оффенбах лишь воскресили его.

### Флоримон Эрве
Флоримона Эрве наряду с Жаком Оффенбахом считают основоположником французской оперетты, так как его ранние сочинения, буффонады, были очень близки по жанру к оперетте. В молодости Эрве работал органистом и хормейстером в церкви при психиатрической больнице в Бисетре, близ Парижа. Занятия и репетиции с пациентами клиники, которые были своего рода музыкотерапией, походили на какой-то театр абсурда и самые смешные диалоги были впоследствии перенесены им на сцену. Он тайно совмещал работу в церкви с театральной деятельностью: сначала как актёр и певец (лирический тенор), затем как композитор, драматург и режиссёр. Когда его сочинения стали иметь успех он полностью посвятил свою жизнь музыкальному театру.
8 апреля 1854 года Флоримон Эрве, при помощи герцога де Морни́, открыл свой собственный театр Фоли́-Консерта́н (фр. Folies-Concertantes) на бульваре дю Тампль в Париже, в помещении одного из кафешантанов. Вскоре театр был переименован в Фоли-Нуве́ль (фр. Folies-Nouvelles), а французское слово «фоли» (фр. folie, дословно — «безумство», «сумасбродство») — становится ярлыком, опознавательным знаком и визитной карточкой Эрве, который в те годы был в моде и славе. Этот театр оказал большое влияние на формирование жанра оперетты и его дальнейшее развитие.
Чтобы исключить возможность соперничества с привилегированной Опера-Комик, власти ограничили спектакли Эрве одним актом и всего двумя действующими лицами, но он успешно обходил запреты: в его постановках появились глухонемые и куклы, «труп» и даже отрубленная голова, которая пела из суфлерской будки. Одноактные буффонады Эрве ещё не были опереттами, в них только нащупывался новый путь и содержались зародыши тех качеств, которым суждено было развиться в ближайшем будущем и дорасти до настоящей оперетты. Так возникла небольшая музыкально-сценическая миниатюра — театральная пародия, в которой пантомима соединялась с эксцентрической буффонадой и с элементами сатиры на парижскую жизнь.
В дальнейшем, после отмены ограничений, он создавал многоактные произведения, пародирующие оперный и драматический театры, а также отказался от авторской монополии в этом театре: таким образом, в Фоли-Нувель было исполнено одно из первых произведений Жака Оффенбаха: «Ой-ай-яй, или Царица островов», которое имело сходство с произведениями Эрве и в которой Эрве сам сыграл главную роль контрабасиста Ракле-а-Мора. После открытия Оффенбахом собственного театра, конкуренция с ним вскоре переросла в личную вражду, и примирение наступило лишь в 1878 году, когда Эрве спел партию в оффенбаховской оперетте «Орфей в аду».
Поздние работы Эрве отмечены сильным влиянием Жака Оффенбаха. На шестом десятке лет, в 1883 году, Эрве создал самую знаменитую в его творчестве оперетту — «Мадемуазель Нитуш». В отличие от других его произведений, эта оперетта наполнена искренним лиризмом и является музыкально и драматургически зрелым произведением. Главная роль в этой оперетте предназначалась для известной актрисы Анны Жюдик, которая обеспечила этому произведению большой успех.

### Жак Оффенбах
5 июля 1855 года считается официальным днем рождения оперетты. В этот день Жак Оффенбах открыл свой маленький театр Буфф-Паризьен в Париже, на Елисейских полях.
В течение последующих двадцати лет он написал и поставил в театре 89 оперетт, среди которых:
- «Орфей в аду», 1858
- «Женевьева Брабантская», 1859
- «Прекрасная Елена», 1864
- «Парижская жизнь», 1866
- «Великая герцогиня Герольштейнская», 1867
- «Перикола», 1868
- «Принцесса Трапезундская», 1869
- «Разбойники», 1869
- «Мадам Аршидюк», 1874

Оффенбах, начав также как Эрве с музыкально-сценических пародий, вскоре раздвинул рамки для нового жанра, сочиняя миниатюры лирико-комедийного характера. Затем в своих крупных произведениях он разрабатывал сюжет на широкой музыкальной основе, где элементы пародии уступили место развернутой сатире, вырисовывал типы и нравы современной ему Франции, затрагивал важные стороны политической жизни. Оффенбах был превосходный театральный композитор — динамичный, жизнерадостный, блестящий и элегантный. По всеобщему признанию, именно он создал оперетту как художественное целое и определил важнейшие признаки жанра.

### Последователи Оффенбаха
- Шарль Лекок
- Эдмон Одран
- Робер Планкет
- Андре Мессаже

Хотя среди последователей Оффенбаха во Франции были люди выдающихся дарований, их произведения пользовались меньшим успехом. Тем не менее отдельные французские оперетты стали классикой жанра. Среди них:
- «Дочь мадам Анго» — Шарль Лекок, 1872
- «Жирофле-Жирофля» — Шарль Лекок, 1874
- «Корневильские колокола» — Робер Планкет, 1877
- «Маскотта» — Эдмон Одран, 1880
- «Рип ван Винкль» — Робер Планкет, 1882
- «Мадемуазель Нитуш» — Флоримон Эрве, 1883
- «Маленькие Мишу» — Андре Мессаже, 1897
- «Вероника» — Андре Мессаже, 1897

## Венская оперетта

### Иоганн Штраус
Венская классическая оперетта начинается с Иоганна Штрауса, чей дар к созданию проникновенных, благородных мелодий проявился в 479 произведениях.
Штраус впервые обратился к музыкально-театральному жанру в возрасте 46 лет (как говорят, по совету Оффенбаха), будучи уже всемирно известным композитором, автором популярных вальсов. После двух успешных, но не слишком выдающихся опытов («Индиго и сорок разбойников», 1871, и «Римский карнавал», 1873) Штраус создал признанный шедевр — «Летучую мышь» (1874). Оперетта была закончена в 42 дня и вскоре стала воплощением обаяния, веселья и радости жизни в «доброй старой Вене».
Среди остальных оперетт Штрауса наибольшим успехом пользовались «Веселая война» (1881), «Ночь в Венеции» (1883) и «Цыганский барон» (1885). После смерти Штрауса появилось несколько новых оперетт, музыка которых взята из его вальсов и малоизвестных постановок; среди них самой удачной стала «Венская кровь» (1899, компоновка и обработка Адольфа Мюллера).

### Другие венские оперетты XIX века
- Франц фон Зуппе
- Карл Миллёкер
- Карл Целлер
- Карл Цирер

Франц фон Зуппе начал писать оперетты даже раньше, чем Штраус (1860). В истории оперетты остались несколько его самобытных произведений романтического стиля:
- «Прекрасная Галатея» (Die schöne Galathee, 1865)
- «Фатиница» (Fatinitza, 1876)
- «Боккаччо» (Boccaccio, 1879)
- «Донна Жуанита» (Donna Juanita, 1880)

Замечательны также инструментальные сочинения Зуппе. Особенно популярна увертюра к оперетте «Лёгкая кавалерия» (1866).
Другим классиком венской оперетты XIX века был великолепный мастер мелодии Карл Миллёкер. Лучшие из его оперетт:
- «Диана» (Diana, 1867)
- «Дюбарри» (Gräfin Dubarry, 1879; новая редакция: Die Dubarry, 1931)
- «Нищий студент» (Der Bettelstudent, 1882)
- «Гаспароне» (Gasparone, 1884)
- «Вице-адмирал» (Der Vizeadmiral, 1886)
- «Бедный Ионафан» (Der arme Jonathan, 1890)

Карл Целлер, последний из венских классиков XIX века, написал относительно немного оперетт, но две из них стали чрезвычайно популярны:
- «Продавец птиц» (Der Vogelhändler, 1891)
- «Мартин-рудокоп» (Der Obersteiger, 1894)

Кроме перечисленных классиков, в жанре венской оперетты работало немало композиторов меньшего таланта, из творчества которых в золотой фонд оперетты вошло только одно удачное произведение или даже один-единственный номер. В наши дни забыты оперетты хорвата Ивана Зайца (1832—1914), хорошо принятые в Вене и Загребе в 1860-е и 1870-е годы. Из оперетт Карла Михаэля Цирера (1843—1922) вспоминают в основном только «Бродягу» (Die Landstreicher, 1899), хотя одно время он считался достойным соперником Иоганна Штрауса-младшего. Творцом одной оперетты остался и Рихард Хойбергер (1850—1914), автор «Бала в опере» (Der Opernball, 1898). Прочно забыт Генрих Рейнхардт (Heinrich Reinhardt, 1865—1922), чьи оперетты охотно ставились на русской и других сценах в начале XX века («Милашка-красотка» и «Карлсбадская фея»). Однако лучшие номера из забытых оперетт продолжают исполняться. Сюда же может быть, отнесён и берлинец Виктор Холлендер (в устаревшей транскрипции Голлендер; 1866—1940), автор вальса «Качели» («Ах, в дни чарующей весны…»), который традиционно включается в российские постановки «Веселой вдовы».

### Франц Легар
Оперетта начала XX века — это, конечно, прежде всего Франц Легар. В музыкальном отношении легаровское творчество — вершина жанра оперетты. По глубине, выразительности, мелодическому богатству Легар не имеет себе равных в оперетте; его произведения, особенно поздние, вполне сравнимы с лучшими образцами оперного искусства.
Основные шедевры Легара:
- «Весёлая вдова» (1905) — одна из наиболее часто исполняемых оперетт во всем мире.
- «Граф Люксембург» (1909)
- «Цыганская любовь» (1910)
- «Ева» (1911)
- «Там, где жаворонок поёт» (1918)
- «Голубая мазурка» (1920)
- «Фраскита» (1922)
- «Паганини» (1925)
- «Царевич» (1926)
- «Фридерика» (1928)
- «Страна улыбок» (1929)
- «Джудитта» (1934)

### Имре Кальман
Музыка Имре Кальмана не имеет равных в оперетте по своей праздничности, «нарядности», отточенности мелодики и оркестровки. В то же время его считают виртуозным мастером «грустного лирического вальса», не свойственного Штраусу, но присутствующего в самых ранних опереттах Кальмана.
Лучшие оперетты Кальмана:
- «Осенние манёвры» (1908)
- «Цыган-премьер» (1912)
- «Королева чардаша (Сильва)» (1915)
- «Голландочка» (1920)
- «Баядера» (1921)
- «Марица» (1924)
- «Принцесса цирка» (1926)
- «Герцогиня из Чикаго» (1928)
- «Фиалка Монмартра» (1930)
- «Дьявольский наездник» (1932)

### Другие немецкие оперетты XX века
Одновременно с Легаром в Австрии и Германии работало около двух десятков композиторов, чьи произведения можно отнести к венской оперетте. Некоторые из них внесли свой вклад в классику жанра.
- Оскар Штраус
- Лео Фалль
- Эдуард Кюннеке
- Пал Абрахам
- Роберт Штольц

Оскар Штраус (1870—1954)
- «Грёзы вальса» (1907)
- «Шоколадный солдатик» (1908, по пьесе «Оружие и человек» Бернарда Шоу)
- «Последний вальс» (1920)

Лео Фалль (1873—1925)
- «Принцесса долларов» (1907)
- «Мадам Помпадур» (1922)
- «Роза Стамбула» (1916)

Эдуард Кюннеке (1885—1953)
- «Кузен ниоткуда» (1921, иногда: Кузен из Батавии)
- «Леди Гамильтон» (1926)

Пал Абрахам (1892—1960)
- «Виктория и её гусар» (1930)
- «Бал в Савойе» (1932), великолепный букет романтических мелодий: вальс, танго, фокстрот, пасодобль и другие.

Как и в XIX веке, многие композиторы остались в истории как авторы одной-двух удачных оперетт. Среди них:
- Пауль Линке (1866—1946)
«Фрау Луна» (Frau Luna, 1899); марш «Berliner Luft» из этой оперетты стал гимном Берлина
- Эдмунд Эйслер (1874—1949)
«Золотых дел мастерица» (Die gold’ne Meisterin, 1927)
«Венская музыка» (Wiener Musik, 1947)
- Вальтер Колло (1878—1940)
«Однажды в мае» (Wie einst in Mai, 1913)
«Мариэтта» (Marietta, 1923)
- Жан Жильбер (1879—1942)
«Целомудренная Сюзанна» (Die keusche Susanne, 1910)
- Роберт Штольц (1880—1975)
«Гостиница „Белая Лошадь“» (Im weißen Rößl, 1930), совместно с Ральфом Бенацки (Ralph Benatzky, 1884—1957); многие номера из этой великолепной оперетты стали песенной классикой
«Два сердца в такт» (Zwei Herzen im Dreivierteltakt, 1933)
- Виктор Якоби (1883—1921)
«Ярмарка невест» (Leányvásár, 1911)
- Нико Досталь (Nico Dostal, 1895—1981)
«Кливия» (Clivia, 1933])
«Моника» (Monika, 1937)
- Фред Раймонд (Fred Raymond, 1900—1954)
«Голубая маска» (Maske in Blau, 1937)
- Людвиг Шмидзедер (Ludwig Schmidseder, 1904—1971)
«Женщины в Метрополе» (Frauen im Metropol, 1940)
«Прощай вальс» (Abschiedswalzer, 1949)
- Иго Хофштеттер (Igo Hofstetter, 1926—2002)
«Рулетка сердца» (Roulette der Herzen, 1964)

## Английская оперетта
Расцвет английской оперетты связан прежде всего с плодами сотрудничества Гилберта и Салливана. «Феспис» — их первое театральное произведение из четырнадцати, является оперной феерией, «Суд присяжных» — драматической кантатой, а остальные — комическими операми. Однако, ввиду большого сходства оперы Гилберта и Салливана часто называют опереттами. Сатирический талант Уильяма Гилберта в сочетании с изяществом музыки Артура Салливана породили такие популярные в англоязычных странах произведения, как:
- «Суд присяжных» (1875)
- «Корабль Её Величества „Пинафор“» (1878)
- «Пираты Пензанса» (1879)
- «Иоланта» (1882)
- «Микадо» (1885)
- «Гондольеры» (1889)

Оперетты Гилберта и Салливана разнообразны по характеру, несмотря на часто повторяющиеся сюжетные ситуации и стереотипность комических приёмов, некоторые из них содержат элементы пародии и сатиры: «Бокс и Кокс» имеет черты политической карикатуры, «Пейшенс» высмеивает декадентский эстетизм; отдельные номера представляют собой музыкальную карикатуру или пародию. Гилберт как либреттист создал ряд ярких типичных образов людей из народа: солдаты, матросы, слуги, полицейские и др. Музыка Салливана, одного из лучших английских мастеров оперетты, отличается богатством эмоциональных оттенков, яркостью оркестровых красок, ритмическим разнообразием, являясь мало оригинальной для второй половины XIX века гармонией. Для оперетт Салливана характерны задушевная мелодичность, мастерство, проявляющееся особенно в ансамблях, усиление роли оркестрового сопровождения, часто — театрализованная эксцентриада.
За Гильбертом и Салливаном последовали Эдвард Джёрман (1862—1936) с его «Весёлой Англией» (1902) и Сидни Джонс (1861—1946), автор «Гейши» (1896).

## Национальные оперетты
Национальной опереттой Российской империи стала музыкальная комедия Семёна Гулак-Артемовского «Запорожец за Дунаем» (1863, на украинском языке). Официально она именовалась комической оперой, хотя и по стилистике, и по наличию обширных диалогов это типичная оперетта — красочно-лиричная, весёлая, основанная на украинской народной мелодике.
Первые оперетты на всём Востоке написал в 70-х годах XIX века классик армянской музыки Тигран Чухаджян: «Ариф» (1872, сюжет навеян «Ревизором» Гоголя), «Кёса кёхва» («Плешивый староста», 1873), «Леблебиджи» («Продавец гороха», 1875, постановка на советской сцене — «Карине»).
Национальный подъём, наблюдавшийся во второй половине XIX века, особенно на окраинах Австро-Венгрии, затронул и оперетту — стали создаваться произведения на основе национального фольклора. К венгерским национальным опереттам можно отнести «Там, где жаворонок поёт» (1918) Легара и «Графиня Марица» (1924) Кальмана. Замечательную венгерскую музыку написали Йенё Хуска, автор оперетты «Баронесса Лили» (Lili bárónő, 1919) и Альберт Сирмаи, автор оперетты «Магнат Мишка» (Mágnás Miska, 1916).
К категории национальных оперетт можно отнести и произведения итальянских композиторов начала XX века, хотя их музыка менее самобытна и смыкается с венской опереттой. Карло Ломбардо написал «Герцогиню Фру-Фру из Табарина» (La duchessa del Bal Tabarin, 1917) и «Страну колокольчиков» (Il Paese dei campanelli, 1923). Несколько удачных оперетт есть у Джузеппе Пьетри. Пользовались успехом оперетты Марио Коста. Несколько оперетт написал Руджеро Леонкавалло.
В Испании надо отметить оперетты (сарсуэлы) каталонца Амадео Вивеса, написанные в начале XX века.
В 1909 году первую азербайджанскую музыкальную комедию («Муж и жена») написал Узеир Гаджибеков.
Чешский композитор Оскар Недбал написал «славянскую оперетту» «Польская кровь» (1913) по сюжету повести А. С. Пушкина «Барышня-крестьянка».
В 1919 году яркое национальное произведение появилось в Грузии — оперетта Виктора Долидзе «Кето и Котэ» (с 1924 года шла в Москве).

## Мюзикл
Военные и национальные конфликты в Европе XX века привели к тому, что многие композиторы оперетты, по разным причинам, эмигрировали в США и стали работать в этой стране, где уже существовала своя традиция музыкальной комедии (несколько более тривиальная по сравнению с опереттой). Сплав этих жанров с музыкой появившегося в 1920-е годы джаза, а со второй половины XX века — рок-музыки, привёл к появлению новой разновидности музыкального театра — мюзикла.
Первыми классиками мюзикла стали Рудольф Фримль и Джером Керн. Фримль создал блестящие оперетты, вполне оригинальные как в музыкальном, так и в литературном отношении:
- «Светлячок» (The Firefly, 1912)
- «Роз-Мари» (Rose-Marie, 1924)
- «Король бродяг» (The Vagabond King, 1925)
- «Три мушкетёра» (The Three Musketeers, 1928)

У Керна лучшими считаются оперетты:
- «Плавучий театр» (Show Boat, 1927)
- «Роберта» (Roberta, 1933) с популярнейшей песней «Дым» (Smoke In Your Eyes)

В дальнейшем мюзиклы создавали Джордж Гершвин, Кол Портер («Целуй меня, Кэт»), Виктор Герберт, Зигмунд Ромберг («Принц-студент»), Ричард Роджерс («Оклахома!», «Звуки музыки») и другие. После Второй мировой войны появились новые популярные театральные мюзиклы и киномюзиклы.
С начала 1970-х годов возникают так называемые рок-оперы, а популярность традиционных оперетт с обычной (не электронной) оркестровкой снижается. Рок-оперы, хотя в них нет диалогов, по характеру музыки зачастую ближе к оперетте, чем к традиционной опере.

## Оперетта в России

### Дореволюционный период
До XX века оригинальной русской оперетты практически не было. Отечественная сценическая музыкальная комедия в России развивалась в жанре водевиля, а её основным автором был драматург. Музыкальные номера, танцы и куплеты, носили прикладной, вставной характер и, в отличие от оперетты, они не столько служили развитию действия, сколько иллюстрировали его.
Более редкую разновидность музыкальных спектаклей того времени составляли т. н. «мозаики», музыкальная партитура которых была собрана из популярных произведений — романсов и эстрадных песен («Русские романсы в лицах» и «Цыганские песни в лицах» Куликова; «Хаджи-Мурат» Деккер-Шенка; «Змейка» Шпачека; «Ночь любви» Валентинова и др.).
История сценической оперетты в России началась в 1859 году, когда французская труппа в Михайловском театре впервые представила оперетту «Орфей в аду» Оффенбаха в России. Возникли самостоятельные труппы, специализирующиеся на оперетте, которые ставили преимущественно произведения французских и австрийских композиторов. С 1865 года постановкой оперетт уже занимались многие российские театры, включая императорский Александринский театр. В оперетте выступали такие знаменитые актёры, как Вера Лядова, Константин Варламов, Владимир Давыдов, Полина Стрепетова, Вера Комиссаржевская, Константин Станиславский и другие.
Значительную роль в становлении и развитии сценической оперетты в России сыграл антрепренёр, режиссёр и актёр Михаил Лентовский. В 1878 году он организовал антрепризу в жанре оперетты в московском летнем саду «Эрмитаж» — театр с большим оркестром, хором и балетом. В спектаклях сочеталась яркая пышность оформления с высокой вокально-музыкальной культурой и убедительной актёрской игрой. Его спектакли пользовались большой популярностью как у массовой публики, так и у деятелей искусства. Театр Лентовского оказал существенное влияние на молодого Константина Станиславского — его увлечение театром началось с оперетты.
Особое место занимал цыганский музыкальный театр. В 1880—1890-х годах цыганской труппой Николая Шишкина было поставлено две оперетты, «Дети лесов» и «Цыганская жизнь», которые имели большой успех и потому показывались в течение многих лет. Эта же труппа участвовала в опереттах «Цыганский барон» и «Цыганские песни в лицах» наряду с основными актёрами театров.
Российские композиторы на рубеже XIX—XX веков также иногда обращались к оперетте, но это были лишь единичные попытки. В целом национальная оперетта в России начала XX века находилась в зачаточном состоянии.

### Советская оперетта, 1917—1941
Важный этап развития театра оперетты в России пришёлся на 1920-е годы. Этому способствовала новая экономическая политика (НЭП), принятая в 1921 году советским правительством. В России снова появились состоятельные люди, жаждавшие развлечений. В этих условиях жанр оперетты стал чрезвычайно популярным. Основой спектаклей по-прежнему была не русская, а классическая оперетта — чаще всего, французская, но к её постановкам обращались известные российские режиссёры. Эмоциональность и юмор, зрелищность и прекрасная музыка сделали советскую оперетту одним из самых популярных жанров театрального искусства.
Владимир Немирович-Данченко поставил «Дочь мадам Анго» Лекока (1920) и «Периколу» Оффенбаха в Музыкальной студии МХТ, а Александр Таиров в Камерном театре — «Жирофле-Жирофля» (1922) и «День и ночь» (1926) Лекока. Чрезвычайная популярность жанра отразилась на государственной культурной политике: в конце 1920-х годов один за другим открывались государственные театры оперетты. Первым из них стал Хабаровский музыкальный театр в 1926 (в 1933—2008 — Театр музыкальной комедии), затем — Московский театр оперетты (1927), Ленинградский театр музыкальной комедии (1929), а также театры в Свердловске, Воронеже, Иванове, Харькове, Киеве, Ростове-на-Дону и других городах. Однако государственная культурная политика требовала иного, «небуржуазного» репертуара, перед советскими композиторами была поставлена задача создания новой оперетты, с новыми героями и новым содержанием.
Основоположниками советской оперетты стали композиторы Николай Стрельников и Исаак Дунаевский. Стрельников в разработке своих оперетт следовал в основном традициям венской школы — как в музыке, так и в сюжетных линиях, создавая своеобразные мелодрамы-буфф. Среди его оперетт:
- «Холопка» (1929) — самая известная оперетта Стрельникова, по сюжетной линии и музыкальной структуре она близка к написанной тремя годами ранее «Принцессе цирка» Кальмана;
- «Чайхана в горах» (1930).

Серьёзным событием в истории жанра стало появление в 1937 году оригинальной и очень весёлой оперетты «Свадьба в Малиновке» Бориса Александрова, посвящённой событиям времён Гражданской войны на территории современной Украины — эта оперетта долгое время шла на советской сцене.

### Исаак Дунаевский
Исаак Дунаевский — один из основоположников советской оперетты. В отличие от Стрельникова, он совершил революцию жанра. Взамен канонов венской школы он создал своеобразный национальный вариант американского мюзикла, ориентированный в музыке на массовую песню, а либретто — на идеологические шаблоны того времени.
Его первые оперетты «И нашим, и вашим» (1924), «Карьера премьера» (1925) были близки к водевилю, следующая же, «Женихи» (1927), ознаменовала поворот к новой, советской опереточной стилистике. Она обладала ярко выраженной сатирической и пародийной направленностью, высмеивая традиционных для того времени отрицательных персонажей — нэпманов и обывателей, заодно пародируя неовенскую оперетту (в частности, «Веселую вдову» Легара). В оперетте «Ножи» (1928) сатирическая линия была дополнена лирической и изображением новых положительных героев.
Использование Дунаевским в оперетте массовой песни впоследствии стало одним из важнейших выразительных средств музыкальной драматургии советской оперетты. На этих принципах построены самые известные оперетты Дунаевского — «Золотая долина» (1937), «Вольный ветер» (1947), «Белая акация» (1955), «Сын клоуна». Многочисленные кинокомедии с музыкой Дунаевского были по существу киноопереттами и отличаются той же стилистикой.

### Оперетта в годы войны, 1941—1945
Во время Великой Отечественной войны в репертуаре советских театров оперетты появлялись произведения на военно-патриотическую тему: «Девушка из Барселоны» Александрова (1942), «Раскинулось море широко» Круца, Минха и Витлина (1942, переработка Г. Свиридова — 1943), «Табачный капитан» Щербачёва (1942) и др.
Ленинградский театр музыкальной комедии работал в осаждённом городе на протяжении всей блокады, своим искусством помогая ленинградцам выжить.
Труппа Московского театра оперетты также прошла через годы войны: часть труппы призвана в армию (59 человек), часть отправилась в эвакуацию в Кузбасс, а часть осталась в Москве. Артисты театра давали спектакли в Москве, а также участвовали в четырнадцати фронтовых бригадах по всей стране и дали за эти годы до полутора тысяч концертов, по 2-3 концерта в день. Они играли, пели, плясали, шутили, бодрили, радовали своим искусством военных, раненных солдат, рабочих и шахтеров, а также успевали ставить новые постановки. Последний такой концерт прошёл в Берлине. На стенах Рейхстага осталась надпись: «Здесь была бригада Московского театра оперетты — Новикова, Хмельницкий, Степанова, Рышкин, Жигачева».

### Советская оперетта, 1946—1991
После Великой Отечественной войны появляются новые имена композиторов оперетты:
- Юрий Милютин
«Девичий переполох» (1945)
«Трембита» (1949)
«Поцелуй Чаниты» (1957)
«Цирк зажигает огни» (1960)
- Василий Соловьев-Седой
«Самое заветное» (1952)
«Подвески королевы» (1973)
- Константин Листов
«Севастопольский вальс» (1961)
- Андрей Эшпай
«Любить воспрещается» (1973)

В жанре оперетты работали также следующие композиторы:
- Артемий Айвазян («Восточный дантист»)
- Матвей Блантер («На берегу Амура»)
- Рауф Гаджиев («Куба — любовь моя», «Ромео — мой сосед», «Перекрёсток»)
- Александр Долуханян («Конкурс красоты»)
- Евгений Жарковский («Морской узел»)
- Арвид Жилинский («В краю голубых озёр»)
- Семён Заславский («Искатели сокровищ», «Соловьиный сад»)
- Иосиф Ковнер («Акулина»)
- Анатолий Лепин («После свадьбы»)
- Борис Мокроусов («Роза ветров»)
- Вано Мурадели («Москва-Париж-Москва»)
- Анатолий Новиков («Левша»)
- Андрей Петров («В ритме сердца»)
- Евгений Птичкин («Бабий бунт», «Свадьба с генералом»)
- Оскар Фельцман («Пусть гитара играет», «Донна Люция, или Здравствуйте, я ваша тетя»)

и многие другие.
Активно работали в оперетте и признанные мастера: Дмитрий Шостакович («Москва, Черёмушки», 1959), Тихон Хренников («Сто чертей и одна девушка», 1963; «Белая ночь», 1967), Георгий Свиридов («Огоньки», 1951), Дмитрий Кабалевский («Весна поет», 1957).
Популярность оперетты в СССР после войны была также неизменно велика. Среди поклонников этого жанра были многие известные люди. Например, большим любителем оперетты был маршал Г. К. Жуков.
В становлении и развитии советской и российской оперетты значительную роль сыграли актёры:

| - Лилия Амарфий - Татьяна Бах - Гликерия Богданова-Чеснокова - Николай Бравин - Герард Васильев | - Зоя Виноградова - Михаил Водяной - Полина Емельянова - Эдуард Жердер - Владимир Канделаки | - Анатолий Маренич - Георг Отс - Михаил Ростовцев - Николай Рубан - Борис Смолкин | - Виктор Сытник - Татьяна Шмыга - Григорий Ярон |

А также К. Новикова, Ю. Алексеев, З. Белая, А. Феона, Н. Янет, З. Емельянова, М. Викс, А. Матковский, В. Валента, Л. Сатосова, В. Курочкин, Ж. Жердер, В. Батейко, Е. П. Корчагина-Александровская и многие другие.
Примерно с середины 1960-х четко очерченные рамки жанра оперетты начали постепенно размываться. Обогащая палитру своих выразительных средств. Театры, помимо классической оперетты, стали обращаться к музыкальным произведениям других жанров — рок-опере и мюзиклу. Такой процесс интеграции жанров свойственен не только России — он характеризует развитие театрально-музыкального искусства во всем мире.

### Постсоветский период
После распада СССР театры получили свободу в формировании репертуара. Негласная, но обязательная квота на советскую оперетту осталась в истории. На сцене появились многие оперетты, которые не ставились на протяжении долгих лет из-за запретов, цензуры и их «буржуазных тенденций». На афишах стали появляться забытые или вовсе неизвестные имена композиторов и названий произведений, не специально санкционированных свыше, а прежде всего представляющие интерес для публики. Аншлаги стали обычным явлением. Театры получили возможность сотрудничества с зарубежными режиссёрами, артистами и хореографами, что позволяет зрителю знакомиться с новыми вокальными и хореографическими школами, с иным уровнем режиссуры и декорационно-оформительского искусства.
Несмотря на то, что мюзикл в настоящее время представляет бо́льший интерес у российских композиторов, некоторые всё-таки обращаются к традициям оперетты. Например, Андрей Семёнов объединил черты оперетты и мюзикла в своем «Фанфан-тюльпане» (2007—2008), который был поставлен в 2012 году и находится в репертуаре театра «Московская оперетта».

## Театры оперетты
Здание театра оперетты представляет собой оперный театр, с оркестровой ямой для оркестра между сценой и зрительным залом. Труппа состоит из солистов театра, балета, хора и оркестра.
Театры оперетты:
- Будапештский театр оперетты, Венгрия
- «Варшавская оперетта» (c 1954 до 1990-х, ныне Музыкальный театр «Рома»), Польша
- Киевский национальный академический театр оперетты, Украина
- Рижский государственный театр оперетты (1945—1993), Латвия

### Театры оперетты в России
В России существует множество музыкальных театров, в репертуаре которых есть оперетта. Ведущими и старейшими в этом жанре театрами являются Московский театр оперетты — первый государственный театр оперетты в СССР (1927) и Санкт-Петербургский театр музыкальной комедии (1929).

## Советские и российские экранизации
- Сильва (1944)
- Аршин Мал-Алан (1945), с Рашидом Бейбутовым
- Кето и Котэ (1953)
- Мистер Икс (1958)
- Белая акация (1958)
- Вольный ветер (1961), с Лионеллой Скирдой
- Черёмушки (1962)
- Крепостная актриса (1963), по оперетте «Холопка»
- Ромео, мой сосед (1963), по оперетте Рауфа Гаджиева
- Аршин Мал-Алан (1966), с Гасаном Мамедовым
- Весна поёт (1967), по одноимённой оперетте
- Свадьба в Малиновке (1967)
- Трембита (1968)
- Только ты (1972), по оперетте «Белая акация»
- Цирк зажигает огни (1972)
- Табачный капитан (1972)
- Поцелуй Чаниты (1974)
- Под крышами Монмартра (1975)
- Девичий переполох (1975), телеспектакль
- Граф Люксембург (1975), телефильм
- Гаспароне (1975), телефильм
- Сильва (1976)
- Ключ на мостовой или муж за дверью (1977). телефильм
- Мелодии одной оперетты (1978), по оперетте «Бал в Савойе»
- Ганна Главари (1979)
- Летучая мышь (1979)
- Цветок душистых прерий (1979), по оперетте «Роз-Мари»
- Сильва (1981)
- Принцесса цирка (1982)
- Продавец птиц (1982)
- Вольный ветер (1983), с Ларисой Белогуровой
- Весёлая вдова (1984)
- Перикола (1984)
- Марица (1985)
- Бал в Савойе (1985)
- Прекрасная Елена (1986)
- Цыганский барон (1988)
- Под куполом цирка (1989), по оперетте Дунаевского «Сын клоуна»
- Летучая мышь (2004)